# Haplochytis cyphoplaca
Haplochytis cyphoplaca là một loài bướm đêm trong họ Crambidae.